# Calàbria del Pacífic
La calàbria del Pacífic (Gavia pacifica) és una espècie d'ocell de la família dels gàvids (Gaviidae) que en època de cria habita llacs i costes àrtiques de Sibèria oriental, Alaska i el Canadà. A l'hivern arriba fins a la Xina, Japó i costa nord-americana del Pacífic fins Baixa Califòrnia.